# MONATIO
MONATIO, abreviação de Mouvement National ("Movimento Nacional") foi uma facção política de curta duração, supostamente nacionalista, no Camboja. A natureza exata do grupo ainda é obscura. Em 17 de abril de 1975, quando o Khmer Vermelho entrou em Phnom Penh, esse grupo fez uma cavalgada motorizada nas ruas da capital dando as boas-vindas à chegada do Khmer Vermelho. 
O grupo era formado por um punhado de soldados, vestidos com uniformes pretos, acompanhados por vários alunos. MONATIO era liderado por Hem Keth Dara e todo o grupo, por sua vez, manipulado por Lon Non, irmão de Lon Nol.  
Inicialmente tolerados pelo Khmer Vermelho, os membros do MONATIO foram posteriormente presos e executados.   O regime do Khmer Vermelho afirmou mais tarde que o MONATIO havia sido uma conspiração da CIA contra o governo revolucionário. 
Um filme sobre os acontecimentos de 1975, chamado MONATIO, foi feito por Norodom Sihanouk. 